# Чемпионат Уругвая по футболу 1943
Примера А Уругвая по футболу 1943 года — очередной сезон лиги. Турнир проводился по двухкруговой системе в 18 туров. Все клубы из Монтевидео. Клуб, занявший последнее место, выбыл из лиги.

## Таблица
| №  | Клуб                 | И  | В  | Н | П  | Заб | Проп | Очки |
| 1  | Насьональ            | 18 | 15 | 2 | 1  | 57  | 23   | 32   |
| 2  | Пеньяроль            | 18 | 12 | 3 | 3  | 61  | 22   | 27   |
| 3  | Мирамар              | 18 | 8  | 1 | 9  | 29  | 45   | 17   |
| 4  | Дефенсор             | 18 | 6  | 4 | 8  | 27  | 32   | 16   |
| 5  | Монтевидео Уондерерс | 18 | 6  | 4 | 8  | 28  | 35   | 16   |
| 6  | Ливерпуль            | 18 | 6  | 3 | 9  | 28  | 36   | 15   |
| 7  | Сентраль             | 18 | 6  | 3 | 9  | 30  | 41   | 15   |
| 8  | Расинг               | 18 | 6  | 3 | 9  | 28  | 46   | 15   |
| 9  | Суд Америка          | 18 | 5  | 4 | 9  | 27  | 33   | 14   |
| 10 | Рампла Хуниорс       | 18 | 5  | 3 | 10 | 28  | 30   | 13   |

## Матчи

### Тур 1
| Насьональ — Сентраль 4:1       |
| Пеньяроль — Суд Америка 3:0    |
| Рампла Хуниорс — Ливерпуль 2:0 |
| Мирамар Мисьонес — Расинг 3:1  |
| Уондерерс — Дефенсор 3:2       |

### Тур 2
| Пеньяроль — Ливерпуль 2:1       |
| Насьональ — Дефенсор 2:0        |
| Уондерерс — Рампла Хуниорс 3:2  |
| Мирамар Мисьонес — Сентраль 1:0 |
| Расинг — Суд Америка 1:0        |

### Тур 3
| Насьональ — Мирамар Мисьонес 7:0 |
| Пеньяроль — Дефенсор 6:1         |
| Сентраль — Уондерерс 4:3         |
| Ливерпуль — Суд Америка 2:0      |
| Рампла Хуниорс — Расинг 4:0      |

### Тур 4
| Пеньяроль — Сентраль 3:1         |
| Ливерпуль — Мирамар Мисьонес 4:2 |
| Дефенсор — Суд Америка 3:2       |
| Уондерерс — Расинг 1:1           |
| Рампла Хуниорс — Насьональ 4:1   |

### Тур 5
| Уондерерс — Насьональ 1:1        |
| Пеньяроль — Мирамар Мисьонес 3:1 |
| Суд Америка — Рампла Хуниорс 3:0 |
| Сентраль — Дефенсор 1:1          |
| Ливерпуль — Расинг 5:2           |

### Тур 6
| Пеньяроль — Рампла Хуниорс 2:2  |
| Суд Америка — Сентраль 4:3      |
| Уондерерс — Ливерпуль 3:1       |
| Насьональ — Расинг 3:0          |
| Мирамар Мисьонес — Дефенсор 2:0 |

### Тур 7
| Насьональ — Ливерпуль 3:2          |
| Уондерерс — Пеньяроль 2:2          |
| Сентраль — Рампла Хуниорс 5:1      |
| Суд Америка — Мирамар Мисьонес 2:1 |
| Дефенсор — Расинг 5:0              |

### Тур 8
| Уондерерс — Суд Америка 1:0           |
| Мирамар Мисьонес — Рампла Хуниорс 2:1 |
| Расинг — Сентраль 3:0                 |
| Ливерпуль — Дефенсор 3:1              |
| Насьональ — Пеньяроль 2:1             |

### Тур 9
| Насьональ — Суд Америка 4:2      |
| Сентраль — Ливерпуль 2:1         |
| Расинг — Пеньяроль 3:2           |
| Мирамар Мисьонес — Уондерерс 1:0 |
| Дефенсор — Рампла Хуниорс 1:0    |

### Тур 10
| Насьональ — Сентраль 2:1       |
| Пеньяроль — Суд Америка 2:2    |
| Рампла Хуниорс — Ливерпуль 2:2 |
| Мирамар Мисьонес — Расинг 3:1  |
| Дефенсор — Уондерерс 1:0       |

### Тур 11
| Пеньяроль — Ливерпуль 7:0       |
| Насьональ — Дефенсор 2:2        |
| Уондерерс — Рампла Хуниорс 2:1  |
| Сентраль — Мирамар Мисьонес 6:4 |
| Расинг — Суд Америка 1:1        |

### Тур 12
| Насьональ — Мирамар Мисьонес 6:1 |
| Пеньяроль — Дефенсор 5:1         |
| Сентраль — Уондерерс 2:1         |
| Ливерпуль — Суд Америка 2:1      |
| Расинг — Рампла Хуниорс 2:1      |

### Тур 13
| Пеньяроль — Сентраль 5:0         |
| Мирамар Мисьонес — Ливерпуль 2:1 |
| Суд Америка — Дефенсор 1:0       |
| Расинг — Уондерерс 6:2           |
| Насьональ — Расинг 2:1           |

### Тур 14
| Насьональ — Уондерерс 3:2        |
| Пеньяроль — Мирамар Мисьонес 4:1 |
| Суд Америка — Рампла Хуниорс 0:0 |
| Дефенсор — Сентраль 5:1          |
| Расинг — Ливерпуль 3:1           |

### Тур 15
| Пеньяроль — Рампла Хуниорс 3:1  |
| Суд Америка — Сентраль 1:1      |
| Ливерпуль — Уондерерс 1:0       |
| Насьональ — Расинг 5:0          |
| Мирамар Мисьонес — Дефенсор 1:0 |

### Тур 16
| Насьональ — Ливерпуль 3:1          |
| Пеньяроль — Уондерерс 4:0          |
| Рампла Хуниорс — Сентраль 1:0      |
| Суд Америка — Мирамар Мисьонес 3:2 |
| Дефенсор — Расинг 2:2              |

### Тур 17
| Уондерерс — Суд Америка 3:2           |
| Рампла Хуниорс — Мирамар Мисьонес 5:1 |
| Сентраль — Расинг 2:1                 |
| Ливерпуль — Дефенсор 1:1              |
| Насьональ — Пеньяроль 3:1             |

### Тур 18
| Насьональ — Суд Америка 4:3      |
| Сентраль — Ливерпуль 0:0         |
| Пеньяроль — Расинг 6:1           |
| Мирамар Мисьонес — Уондерерс 1:1 |
| Дефенсор — Рампла Хуниорс 1:0    |